# Последен изход 4
„Последен изход 4“ (на английски: The Final Destination) е американски свръхестествен филм на ужасите от 2009 г. на режисьора Дейвид Р. Елис, по сценарий на Ерик Брес. Това е четвъртата част от филмовата поредица „Последен изход“ и е самостоятелно продължение след „Последен изход 3“ (2006). Във филма участват Боби Кампо, Шантел Вансантън и Микелти Уилямсън.